# TG Landshut (Handball)
Die Handballabteilung des TG Landshut ist ein Handballverein aus Landshut in Niederbayern, dessen Männermannschaft an DHB-Pokalrunden teilnahm, bayerische Meisterschaften gewann und mehrere Jahre der dritthöchsten Spielklasse im deutschen Handball angehörte.

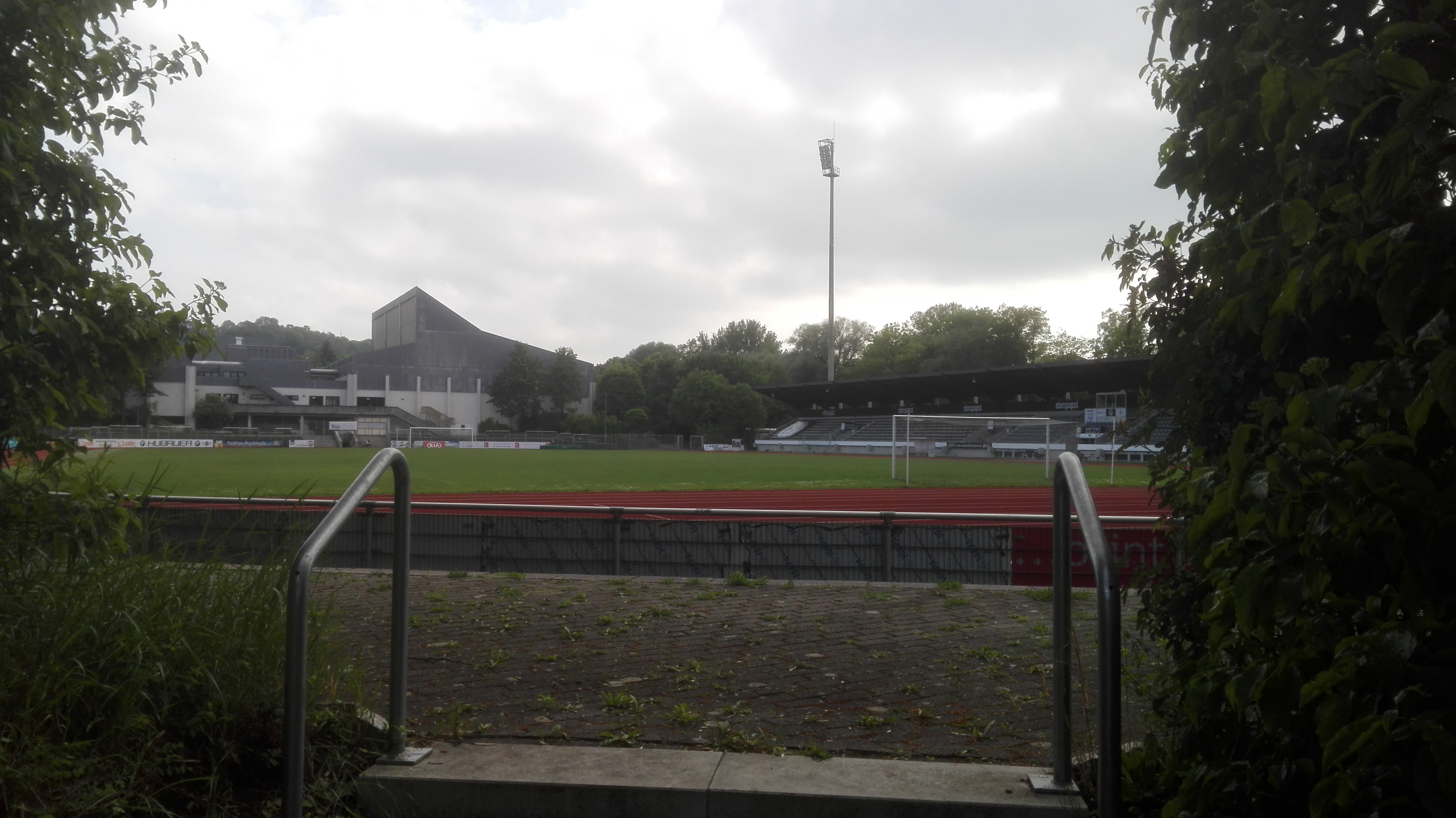
Sportzentrum West Landshut mit Hallenkomplex

## Geschichte
Die Handballmannschaft der TGL gewann 1996 die Bayerische Meisterschaft und schaffte damit auch die Qualifikation zur drittklassigen Regionalliga Süd. In der Saison 1999/2000 erreichten die TG-Handballer mit dem 3. Platz die beste Platzierung in der Regionalliga. 2024 konnte der letzte größere Erfolg mit der Bayerischen Meisterschaft und dem Aufstiegsrecht in die 3. Liga errungen werden. Die TG-Handballer nehmen mit zwei Herrenmannschaften, einem Damenteam und 14 Nachwuchsmannschaften am Spielbetrieb des Bayerischen Handballverbandes (BHV) teil. In der Saison 2025/26 spielen die Herren in der Regionalliga und die Damen in der Oberliga.

### Erfolge
| - Männer - Endrundenteilnehmer zur Bayer. Meisterschaft (1. Liga) 1955, 1956 - Gründungsmitglied der Handball-Bayernliga (1. Liga) 1958 - DHB-Pokal Hauptrundenteilnehmer 2001/02 - Vizemeister Regionalliga Süd (SW) (3. Liga) 1998, 1999 - Aufstieg in die Regionalliga Süd (3. Liga) 1996 - Aufstieg in die 3. Liga (Handball) 2024 - Bayerischer Meister (4. Liga) 1996, 2024 - Bayerischer Vizemeister 1995, 2017 - Aufstieg in die Bayernliga 1985, 1992, 2010, 2012 - Südbayerischer Landesliga-Meister 1985, 2010, 2012 - Südbayerischer Landesliga-Vizemeister 1992 - Aufstieg in die Landesliga 1981 - Niederbayerischer Meister 1981 | - Frauen - Aufstieg in die Bayernliga 2022 - Mittelbayerischer Landesliga-Meister 2022 - Aufstieg in die Landesliga Südbayern 2015 - Altbayerischer Meister 2015 |  |

### Spielerpersönlichkeit
- Júlia Orban-Smidéliusz